# Bétés
Pour la langue, voir Bété (langue).
Pour l’article ayant un titre homophone, voir Bete.
Les Bétés sont un peuple vivant dans le centre-ouest de la Côte d'Ivoire, notamment dans les régions de Gagnoa, Ouaragahio, Soubré, Buyo, Issia, Saïoua, Daloa et de Guibéroua, dans ce qu'on appelle la « boucle du cacao ».

## Ethnonymie
Selon les sources et le contexte, on observe de multiples formes : Bèti, Bètia, Betegnan, Bété, Bétés, Bokya, Kpwe, Magwe, Shien, Shiens, Bété Tsien.
L'origine de l'ethnonyme du peuple Bété demeure inconnue.

## Histoire
Les Bétés : un peuple ancien, enraciné et structuré
Selon les recherches de Téty Antoine Gauze, confirmées par l’éminent historien Jean-Noël Loucou ainsi que le Professeur Guessan Kouadio, les Bétés se sont installés au nord-ouest de leur habitat actuel, entre les fleuves Bandama et Sassandra, vers la fin du Néolithique. Cette ancienneté témoigne de la profondeur historique de leur présence en Côte d’Ivoire.
La tradition orale désigne les Bétés sous l’appellation générique de Magwé, considérés comme les parents directs des Wè, avec qui ils partagent un ancêtre commun nommé Gadi. Ensemble, ces peuples ont longtemps mené une vie autonome, marquée par une organisation sociale et une culture archaïque mais riche, qui rappelle certains traits des civilisations paléonégritiques.
Durant plusieurs siècles, les Bétés furent avant tout des chasseurs et des guerriers, la figure du guerrier occupant la place la plus honorifique au sein de la société, plus estimé même que l’homme riche. Cette valorisation du courage et de la défense collective montre un système de valeurs profondément enraciné.
Ingéniosité politique et identité culturelle
Peuple ingénieux et structuré, les Bétés n’ont pas attendu l’arrivée des Européens pour expérimenter des formes locales de démocratie. Leur organisation politique reposait sur des conseils de sages, des chefferies segmentaires et une gestion communautaire des décisions importantes, notamment celles liées à la guerre, à la justice ou aux terres.
Aujourd’hui, les Bétés constituent un peuple ancien et majeur de la Côte d’Ivoire, composé de 93 tribus, réparties sur un territoire d’environ 30 000 km². Leur population est estimée à plus de deux millions d’habitants. Les principales localités où ils sont présents sont Gagnoa, Daloa, Soubré, Guibéroua, Issia, entre autres.
La tradition de résistance et d’engagement politique des Bétés
Les Bétés se sont illustrés comme un peuple farouchement résistant à la colonisation française, et ce, jusqu’en 1936. Cette lutte acharnée contre l’occupation coloniale a trouvé en Zokou Gbéouli une figure emblématique, symbole du refus de l’asservissement et de l’attachement profond à la liberté.
De la période coloniale à l’ère contemporaine, la culture politique des Bétés, profondément marquée par les valeurs de liberté, d’indépendance et de souveraineté populaire, a fortement imprégné la vie politique ivoirienne. La mort tragique et non élucidée du sénateur Biaka Boda, en 1950, a contribué à accentuer un sentiment de méfiance à l’égard du Parti Démocratique de Côte d’Ivoire (PDCI) chez une grande partie des Bétés, renforçant ainsi une conscience politique critique.
Dans ce climat de tensions, les appels au multipartisme vont émerger, portés par des leaders Bétés engagés. L’un d’eux, le docteur Kragbé Gnagbé, militant charismatique, sera lâchement assassiné en 1970 pour avoir osé défier le parti unique. Son combat ne fut pas vain : il sera repris avec détermination par un autre Bété, Laurent Gbagbo, qui par un concours de circonstances historiques et politiques, obtiendra l’ouverture démocratique du pays et la liberté de création des partis politiques.
Aujourd’hui encore, la société Bhété, fondée sur la valorisation des libertés individuelles et la parole libre, continue d’influencer positivement la démocratie ivoirienne, à travers son attachement à la justice sociale, à l’équité politique, et à la pluralité des opinions. 

## Populations
Le peuple Bété est composé de 93 tribus, correspondant tantôt au clan, tantôt à une fédération de lignages moyens. Au plan demographique, les Bhétés est la troisième ethnie la plus importante après les Baoulés et les Senoufo. 

## Langue
Il n'y avait qu'une seule langue avant la seconde dispersion des Bétés. Elle a connu des évolutions avec le contact des autres peuples. Ainsi, la langue est différente que l'on soit à Gagnoa ou à Daloa.
Glottolog recense 5 langues bété différentes : le bété de Gagnoa et le sokuya forment la branche du bété oriental tandis que le bété de Daloa, le godié et le bété de Guibéroua forment la branche du bété occidental.
La langue la plus proche de la langue souche pourrait être celle parlée à Soubré, Guibéroua et Saïoua.

## Religion traditionnelle
La religion bété comporte deux niveaux. Un niveau théorique, très englobant, qui parle de l'univers et des relations entre Dieu (Lago  ou Lago Tapé) et les hommes et un niveau pratique qui gère le quotidien des hommes et apporte des solutions aux problèmes (santé, désordre social, etc.)

## Culture
En dépit de quelques variantes notées, il y a un fond culturel commun. Le culte du bagnon est présent dans toutes les régions bété. Chaque village a son bagnon. Il est désigné selon des critères physiques et moraux. Il est respecté et consulté en raison de sa vie exemplaire. On lui voue un véritable culte.
La production artistique est riche et variée. Elle est dominée par la danse et la chanson. Elles régissent les événements, heureux ou malheureux, de la vie sociale. Chaque région a son pepe ou tite, semaine artistique tournante qui rassemble plusieurs villages. Il existe plusieurs rythmes musicaux en pays bété notamment le towoulou, l'alloukou, le ziglibithy, le gbégbé.
En revanche, la culture et la langue varient en fonction des contacts qui ont été établis avec d'autres peuples selon la région. La langue est ainsi différente quand l'on est à Gagnoa ou à Daloa. De plus, les Bétés de Gagnoa ont une organisation sociale marquée par l'influence des Akans et des Mandingues, leurs voisins du sud. Les mêmes ne connaissent pas les masques, alors que ceux de Daloa et d’Issia en contact avec les Wés ont une institution du masque.

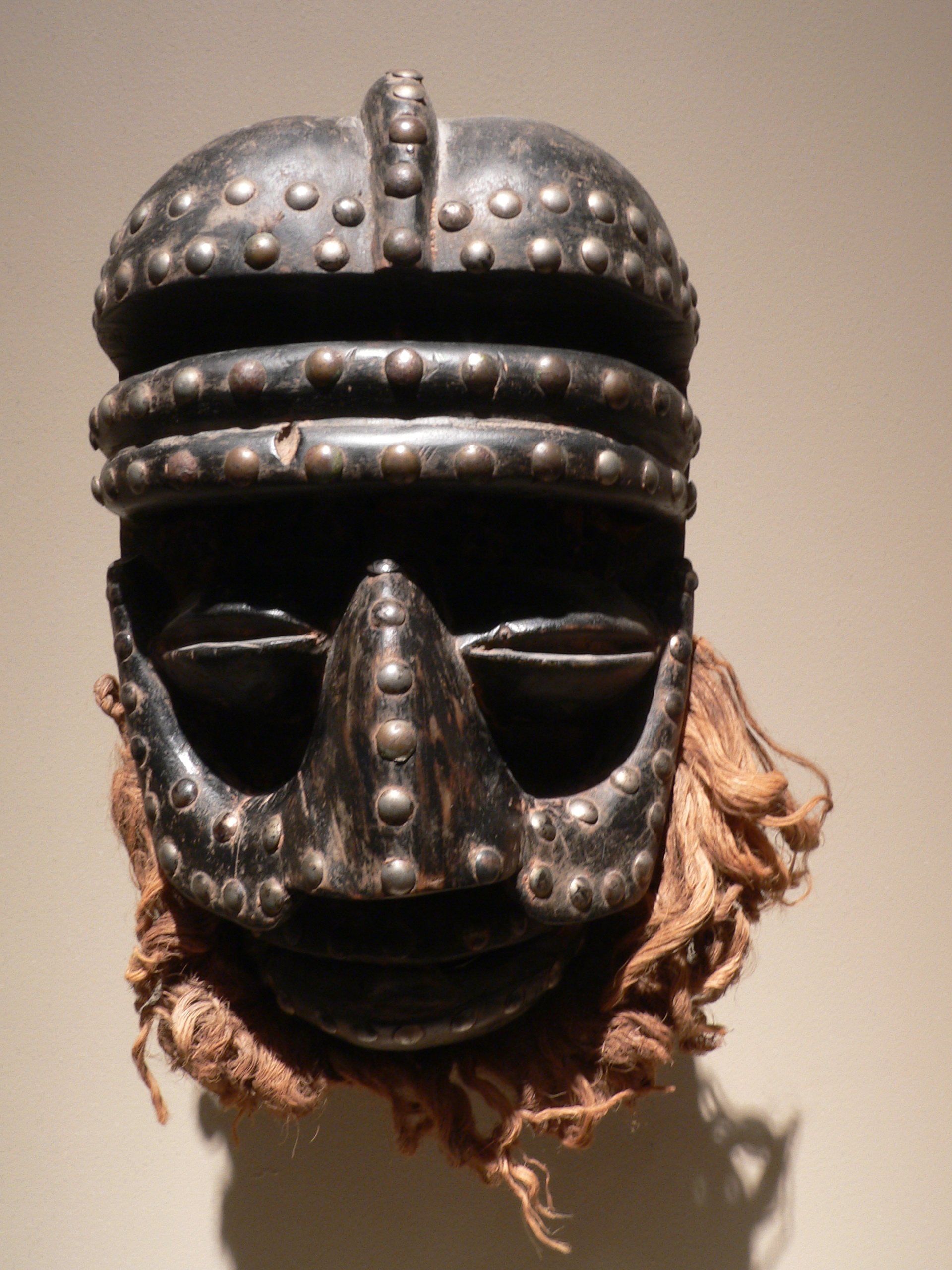
Masque.
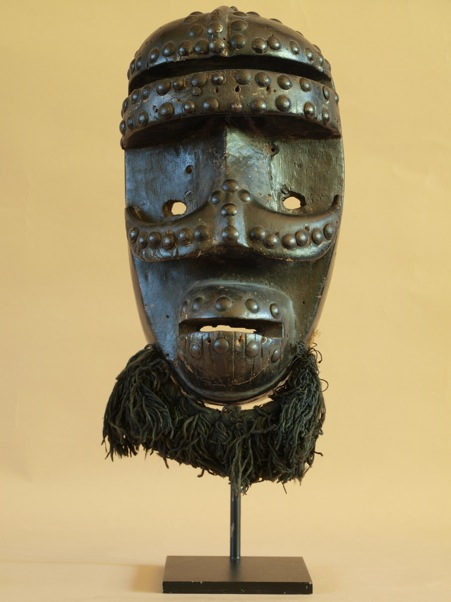
Masque.
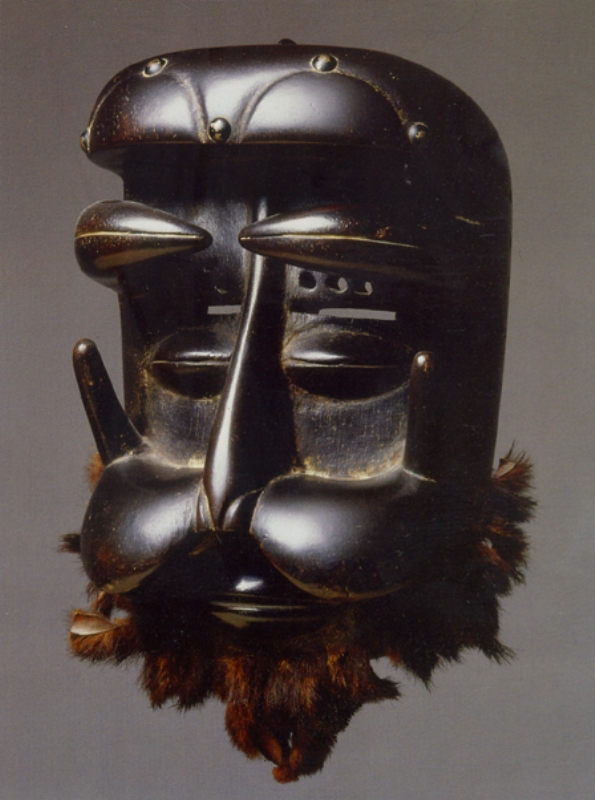
Masque.

- Masque[7].
- Masque[8].
- Masque[8].

### Tenue traditionnelle
Les Bétés portent un pagne traditionnel appelé tapa ou gloko en Bété de Daloa. Le nom tapa est dû au fait que ce tissu d’écorce d’arbre s’obtient après plusieurs étapes. Le tapa s’obtient selon les étapes suivantes : abattage d’arbre, extraction de l’écorce du bois, frappes multiples sur l’écorce d’arbre jusqu’à dilatation de l’écorce pour donner le tissu, séchage au soleil et enfin teinture selon le goût.

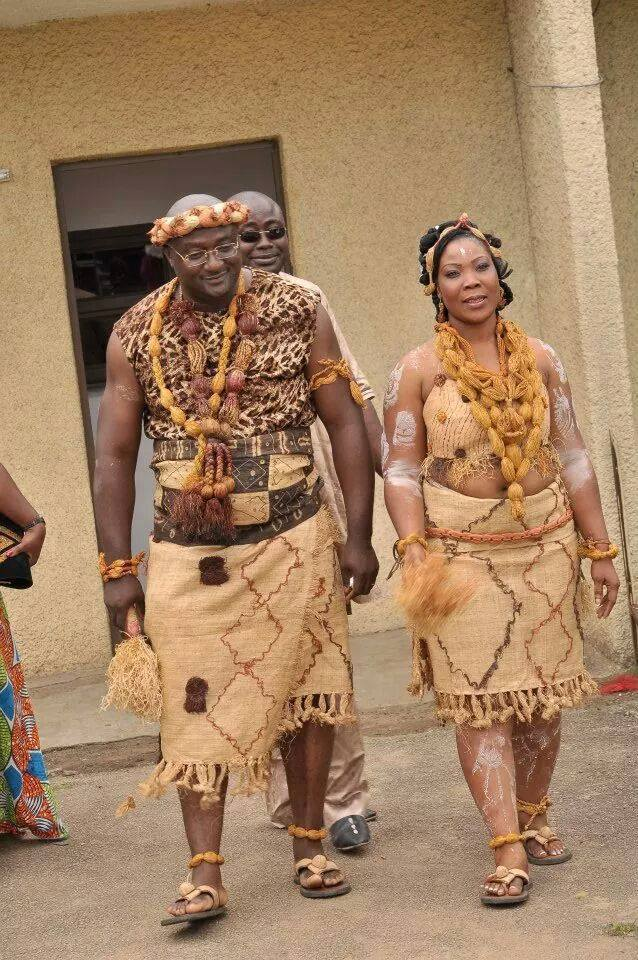
Tenue d'apparat Bété lors d'un mariage (Centre-Ouest de la Côte d'Ivoire).
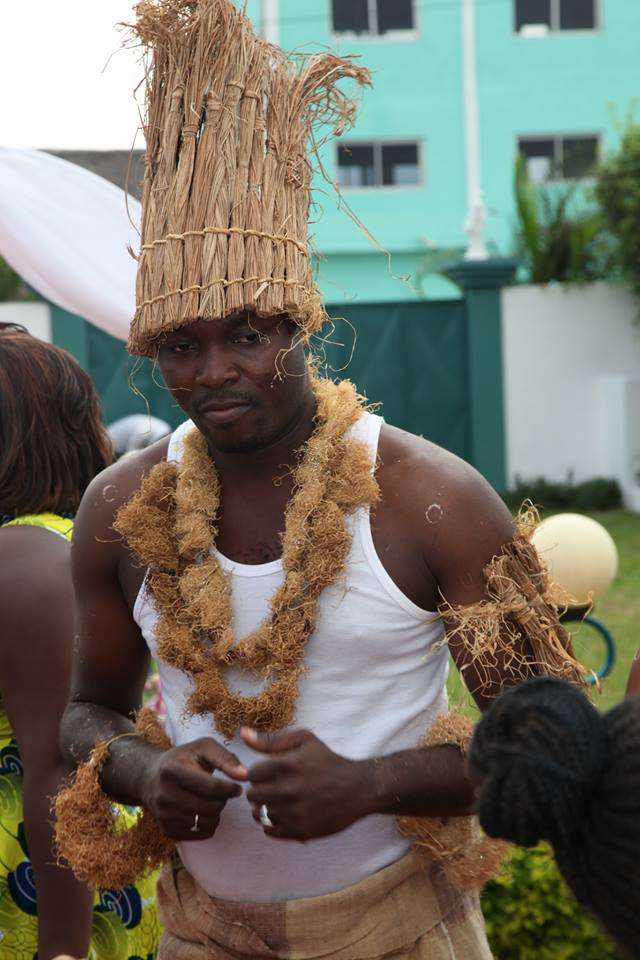
Tenue traditionnelle Bété (Centre-Ouest de la Côte d'Ivoire).
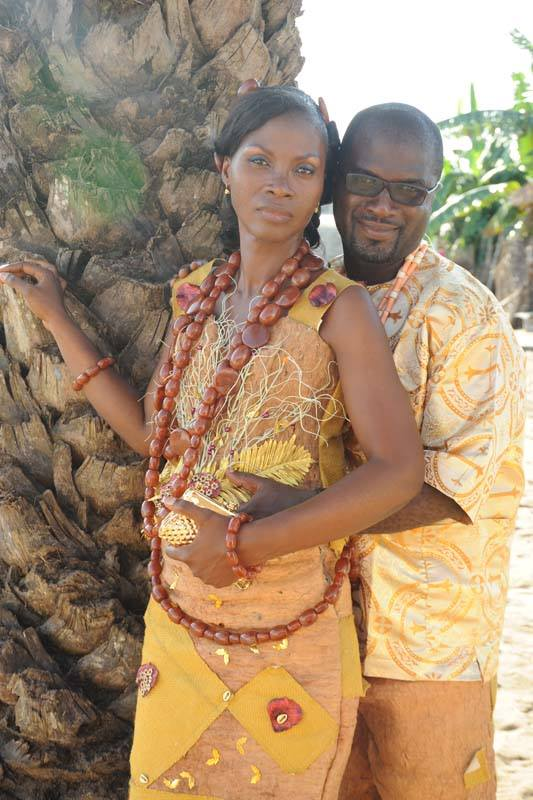
Un couple en tenue traditionnelle Bété (Centre-Ouest de la Côte d'Ivoire).
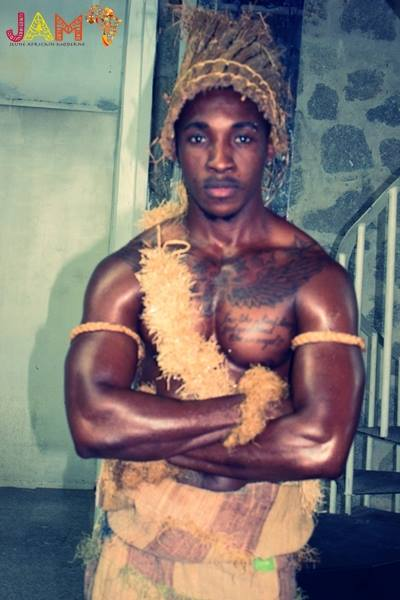
Tapa, tenue traditionnelle Bété (Centre-Ouest de la Côte d'Ivoire).
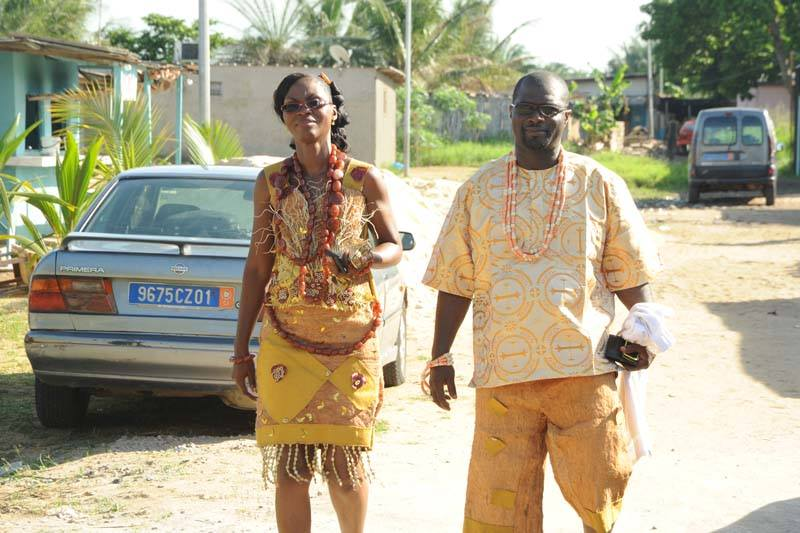
Mariage en tenue traditionnelle Bété (Centre-Ouest de la Côte d'Ivoire).

### Écriture bété
Frédéric Bruly Bouabré a créé un alphabet à partir de la langue bété, en élaborant un syllabaire 448 unités sous forme de pictogrammes. Seuls quelques initiés pratiquent cette écriture mais les dessins de Bruly circulent dans les musées du monde entier.

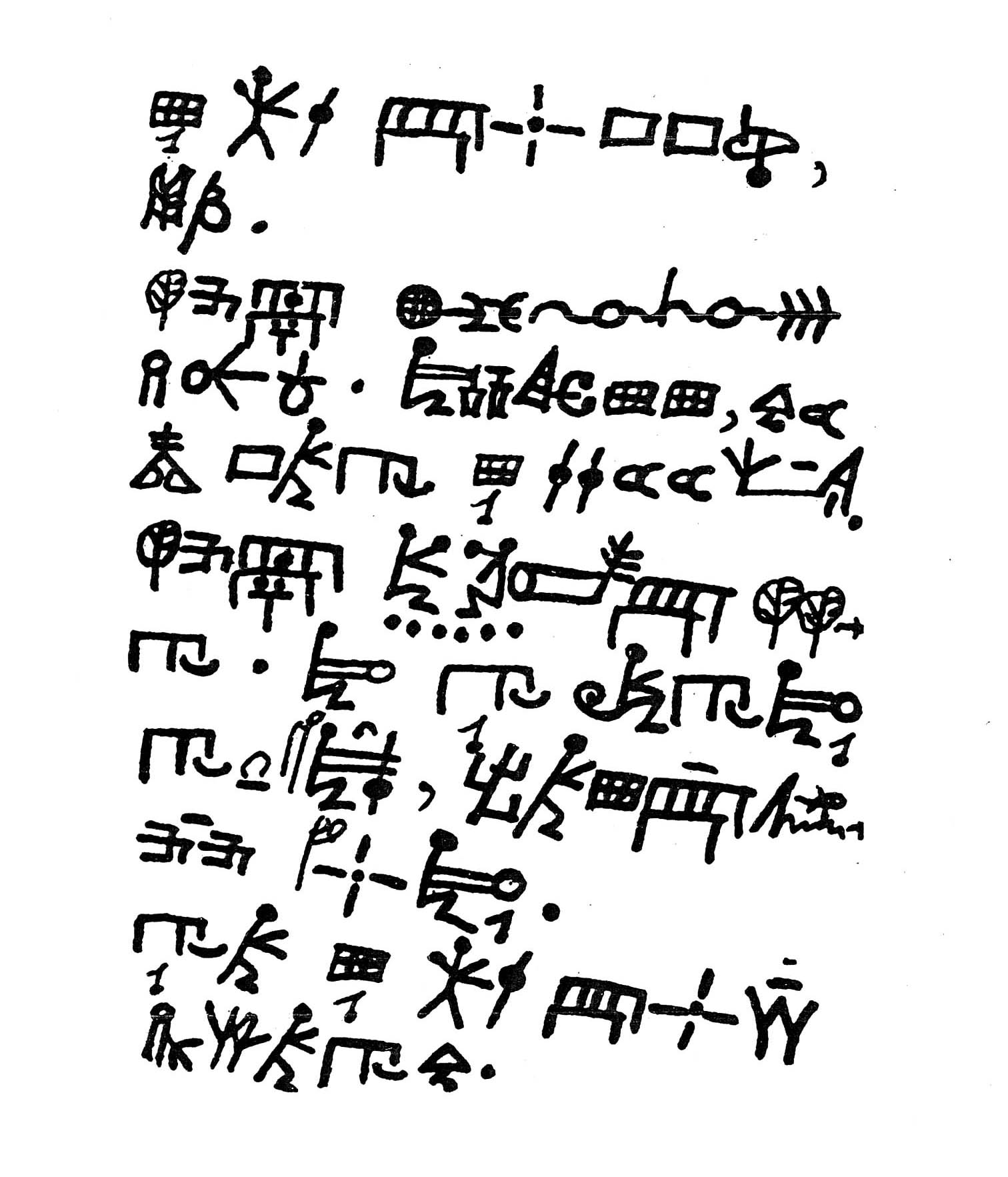
Alphabet Bété
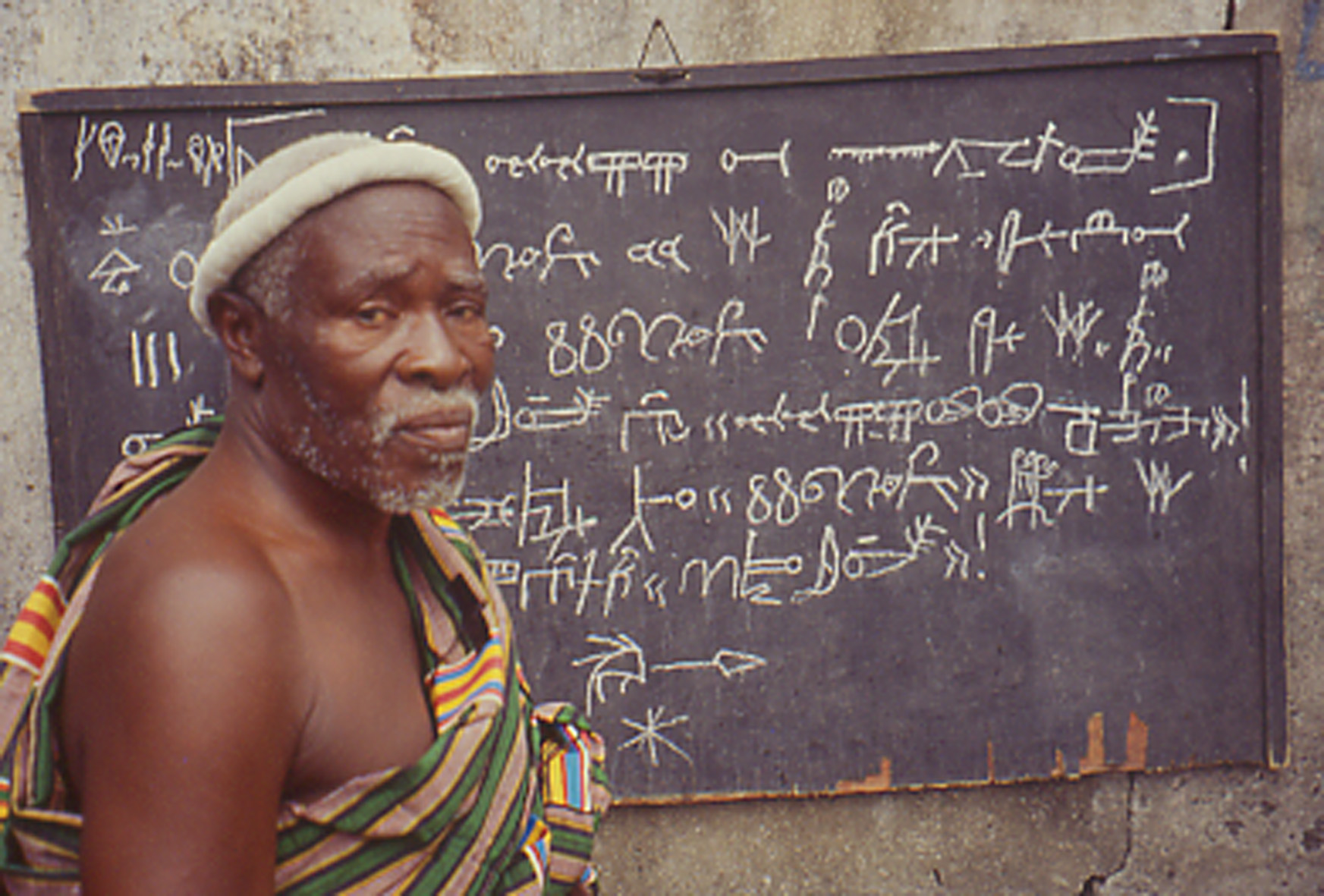
Écriture Bété

### Matriclans chez les Bétés
Les matriclans (lêlé) existent chez les Bétés de Gagnoa. Le lêlé est une organisation parentale (matrilinéaire) qui prend à contre-pied l'organisation parentale (patrilinéaire) prépondérante en pays bété. Cette organisation parentale est très répandue chez les Zédi, les Zabia et les Gbadi. Toutefois les Nékédi, les Niabré (Gnébré), les Paccolo et les Guébié ne la méconnaissent pas, car certains de leurs ressortissants (ceux qui ont une mère issue de l'une de ses trois tribus précitées) se réfèrent à leur matriclan. Il faut aussi noter que le lêlé existe également chez les Didas (Yourou).
Les matriclans varient de 6 à 7 parfois 8 selon le village, on distingue les Gatoua, les Têkpêtoua, les Médétoua, les Datoua, les Litoua, les Doutoua. Il est donc clair que chacun des Lêlé regroupe des milliers de personnes. Le nom de ces matriclans est celui des six ancêtres féminines dont la connexion généalogique avec les mères vivantes est impossible à établir, il s'agit de figures mythiques donnant lieu à une grande variété de récits.
Le lêlé c'est d'appartenir à une fratrie, on est membre de cette fratrie par sa mère. Par exemple si un Datoyou épouse une Têkpêtohonon, leurs enfants seront des Têkpêtoua. Enfin, il faut noter que les hommes et les femmes d'un même lêlé sont considérés comme frères et sœurs, ce qui a pour effet d'empêcher une éventuelle union conjugale (ce n'est pas un véritable interdit matrimonial, ceux qui souhaitent passer outre doivent faire un sacrifice d'animal pour éviter la stérilité du couple),.

### Sportifs
- Didier Drogba
- Jonathan Kodjia
- Richard Dacoury
- Éliane Droubry
- Wilfried Bony
- Stéphane Sessègnon
- Cyril Domoraud
- François Zahoui
- Thierry Dusautoir
- Basile Boli
- Didier Otokoré
- Delmas Obou
- Didier Zokora
- Sébastien Haller
- Priscilla Gneto
- Max-Alain Gradel
- Thierry Doubaï
- Alain Gouaméné
- Alain Digbeu
- Jennifer Digbeu
- Serge Gnabry
- Jean-Jacques Tizié
- Ernest Kallet Bialy
- Serge Maguy
- Gadji Celi
- Junior Tallo
- Jean Michael Seri
- Wilfried Kanon
- Junior Tallo
- Serge Aurier
- Franck Kessié

### Écrivains, philosophes
- Séry Bailly
- Joachim Bohui Dali
- Bernard Zadi Zaourou
- Pierre Kipré
- Innocent Naki
- Michel Gbagbo
- Josué Guébo
- Lassane Zohoré
- Israël Guébo
- Gauz

### Musicien
- Dobet Gnahoré
- Ernesto Djédjé
- Béta Simon
- Amédée Pierre
- Gadji Celi
- Bailly Spinto
- Reine Pélagie
- Paco Séry
- Debordo Leekunfa
- Kaaris
- Serge Beynaud
- Petit Yodé
- Vegedream
- Afro B
- Claire Bailly
- Luckson Padaud
- Ledo
- DJ Arafat

- Josey

### Acteurs, actrices
- Michel Bohiri
- Michel Gohou
- Amélie Wabehi
- Claudia Tagbo
- Djédjé Apali
- Tatiana Rojo
- Clémentine Papouet
- Jeanne Tessia
- Oupoh Dahier
- Léonard Groguhet
- Shirley Souagnon
- Guédéba Martin
- Jimmy Danger
- Decothey

### Personnalités politiques
- Laurent Gbagbo
- Victor Capri Djédjé
- Charles Blé Goudé
- Victor Biaka Boda
- Alphonse Djédjé Mady
- Bernard Zadi Zaourou
- Sébastien Djédjé Dano
- Marcel Zadi Kessy
- Charles Bauza Donwahi
- Denis Bra Kanon
- Maurice Séri Gnoléba
- Paul Antoine Bohoun Bouabré
- Désiré Asségnini Tagro
- Maurice Kakou Guikahué
- Rachel Keke

### Artistes
- O'Plérou